# P559 Lommen
P559 Lommen (lom) var det tiende fartøj af Flyvefisken-klassen bygget til Søværnet. Skibet indgik i flådens tal i januar 1994 og gjorde tjeneste indtil skibet blev overført til den litauiske flåde hvor den fik navnet LKL Aukštaitis (P14). I de sidste år inden overførslen til Litauen blev skibet benyttet som testplatform for det nyudviklede kampinformationssystem C-FLEX (C4I), som er udviklet af Terma som erstatning for det efterhånden aldrende kampinformationssystem C3.
Der er kun et andet fartøj der tidligere har båret navnet Lommen i dansk tjeneste:
- P557 Lommen (torpedobåd, 1953-1961) – (Kriegsmarines S195)
- Lommen (patruljefartøj, 1994-2010)